# 1935年イギリス総選挙

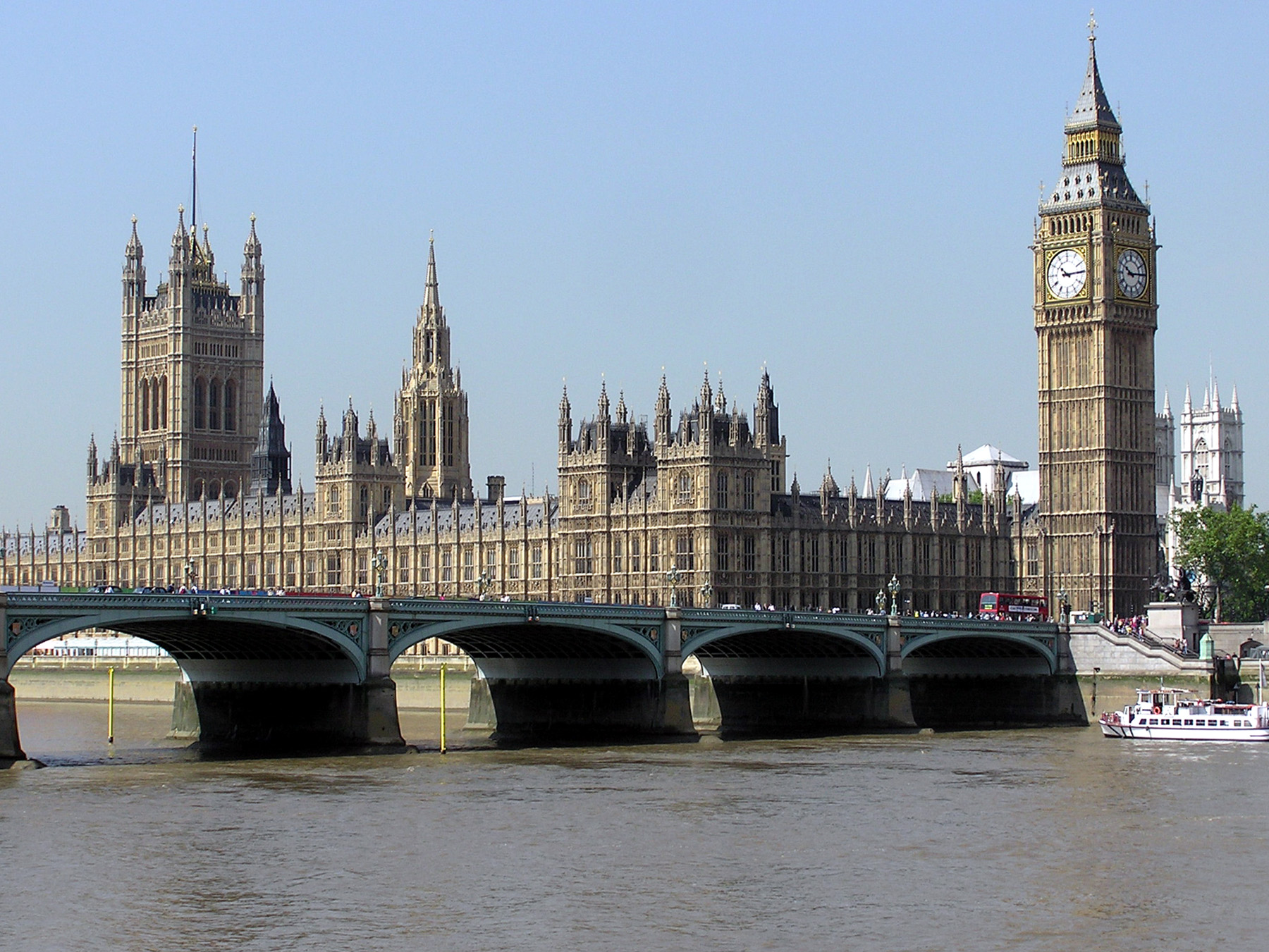
議事堂（ビッグ・ベン）

1935年イギリス総選挙（1935ねんイギリスそうせんきょ、英語：United Kingdom general election of 1935）は、1935年11月に行われたイギリスの選挙で、イギリス議会（正式名称：グレートブリテン及び北アイルランド連合王国議会）の議員を選出するために行われたものである。

## 概要
1931年選挙で大敗を喫した労働党が議席を盛り返したが、結果は国民政府が信任された。イギリスはこの議会構成のまま第二次世界大戦に突入する。

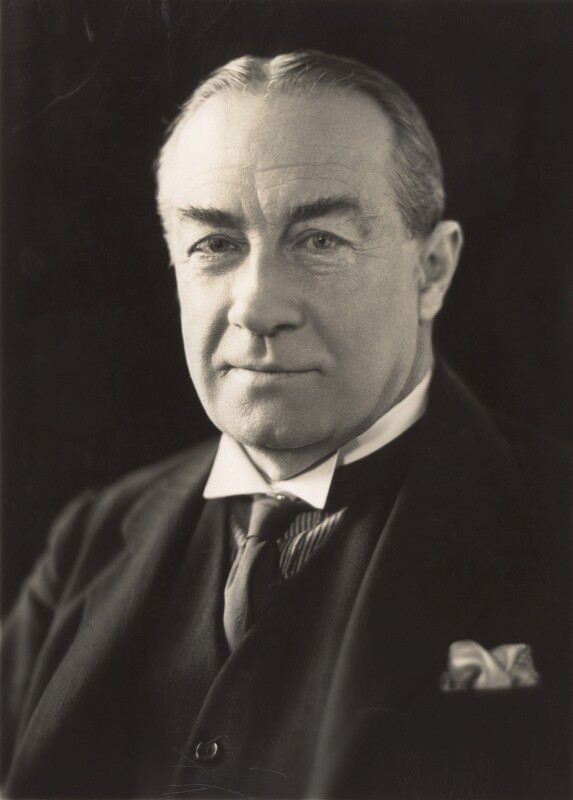
ボールドウィン首相

- 選挙当時の首相：スタンリー・ボールドウィン（保守党）…国民政府内閣（病気で辞任したマクドナルド首相の後を引き継いで1935年6月に首相となった）
- 庶民院議席数：615議席
- 議員の任期：5年（任期半ばで解散されたときは、その時点で議員職を失う）
- 選挙制度：選挙区で最多得票を得た候補のみが当選する完全小選挙区制
- 有権者：31,374,449名（ただし、大学卒業者には出身大学を選挙区とする大学選挙権が、居住する選挙区以外に事業場の土地や家屋を有している者も居住している地域とは別に選挙権が与えられていた）

## 選挙結果
- 投票日：1935年11月14日
- 投票率：71.1％

| 党派                             | 党派                 | 得票       | %    | 候補者 | 当選 |
| -------------------------------- | -------------------- | ---------- | ---- | ------ | ---- |
| Conservertive                    | 保守党               | 10,025,083 | 47.8 | 515    | 387  |
| Labour                           | 労働党               | 7,984,988  | 38.0 | 552    | 154  |
| Liberal                          | 自由党               | 1,414,010  | 6.7  | 161    | 21   |
| National Liberal                 | 自由党（国民政府派） | 784,608    | 3.7  | 44     | 33   |
| National Labour                  | 労働党（国民政府派） | 321,028    | 1.5  | 20     | 8    |
| National                         | 国民政府派無所属     | 53,189     | 0.3  | 4      | 1    |
| Independent Labour               | 労働党系無所属       | 136,208    | 0.7  | 17     | 4    |
| Irish Nationalist                | アイルランド民族派   | 50,747     | 0.3  | 2      | 2    |
| National Independent             | 国民党系無所属       | 33,527     | 0.2  | 2      | 2    |
| Communist Party of Great Britain | イギリス共産党       | 27,117     | 0.1  | 2      | 1    |
| Independent                      | 無党派               | 17,113     | 0.1  | 8      | 2    |
|                                  |                      |            |      |        | 615  |

有効投票：20,991,488票
- 出典：General Election Results 1885-1979